# NGC 3086
NGC 3086 este o galaxie spirală situată în constelația Sextantul. A fost descoperită în 22 ianuarie 1865 de către Albert Marth. Se află la o distanță de 76,56 de megaparseci de Pământ.